# Réservoir du Réaltor
Le réservoir du Réaltor est un lac artificiel d'une superficie de 70 hectares environ, sur le territoire de la commune de Cabriès. Il a été créé lors de la réalisation du Canal de Marseille au XIXe siècle. Il est alimenté par l'eau de la Durance, amenée par le canal et stocke l'eau destinée à la Ville de Marseille.
Il est le plus vaste plan d'eau de l'Est du département des Bouches-du-Rhône. Il est entouré par les basses collines du plateau de l'Arbois. Abritant une végétation aquatique abondante, il sert de refuge aux oiseaux migrateurs. Toutes les activités humaines (dont la baignade) y sont interdites.

## Création du Bassin
Le bassin fut créé au milieu du XIXeme par l'ingénieur Franz Mayor de Montricher qui avait besoin de clarifier les eaux de la Durance très chargées en limons (2,5 litres par mètre-cube). La série de bassins de décantation établis étant insuffisants, il décida de réaliser un nouveau bassin dans le vallon de la Mérindole, au lieu dit Réaltort, près de Calas sur la commune de Cabriès.
Le site se situe dans les collines du Plateau de l'Arbois, à une altitude minimale de 152 mètres et maximale de 166 mètres à 20 kilomètres de l’Étang de Berre.

## Étymologie
Réaltort : réal pouvant signifier ruisseau, et tort, tortueux. Mais le nom actuel du ruisseau occupant le vallon est le ruisseau de Baume Barragne.

## Faune et flore
Ce site est d'une grande valeur biologique,. Plusieurs espèces d'oiseaux nichent localement telles que le Butor étoilé, la Lusciniole à moustaches, le Rollier, le Busard des roseaux ou le Faucon hobereau.
C'est un site d'accueil important pour les canards plongeurs venus du Nord de l'Europe. C'est en particulier l'une des principales zones d'hivernage en Provence pour les milouins et morillons. Le bassin est utilisé comme zone de repos par les canards qui vont se nourrir la nuit sur les rives de l’Étang de Berre.
La faune piscicole est principalement représentée par le gardon ainsi que par la brème bordelière, l’ablette, la perche et le sandre, mais on y trouve aussi le barbeau fluviatile, la chevesne, le goujon et des cyprinidés rhéophiles.
La faune entomologique est caractérisée par un peuplement d'odonates (libellules et demoiselles) très diversifié et d'un grand intérêt patrimonial.
La flore y est composée de roseaux (Phragmites australis, Phalaris arundinacea, Iris pseudacorus, Carex pseudocyperus ...) ainsi que des herbiers aquatiques de potamots (P. perfoliatus, P. nodosus), de naïades (Nitelllopsis obtusa), et de characées (Najas marina, Najas minor).

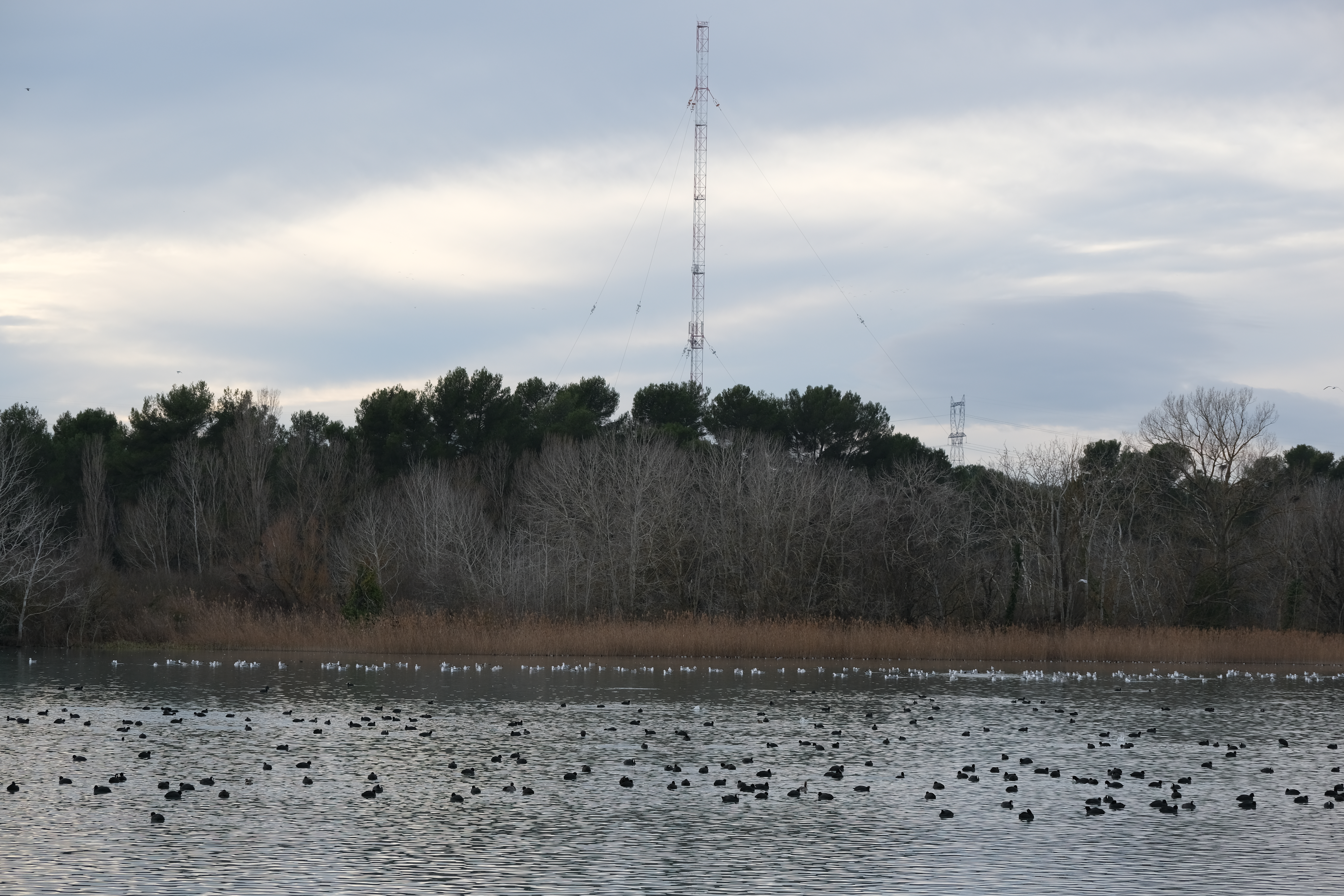
De nombreux oiseaux sont visibles à la surface du réservoir.

## Mesure de protection
- Il est référencé comme Zone naturelle d'intérêt écologique, faunistique et floristique (ZNIEFF) Continentale de type 1,.

- Zone de Protection Spéciale (Directive Oiseaux)